# 英韦·布罗德
英韦·布罗德（瑞典語：Yngve Brodd，1930年6月9日—2016年9月23日），瑞典男子足球运动员，司职前锋。他曾代表瑞典国家队参加1952年夏季奥林匹克运动会足球比赛，获得一枚铜牌。